# Mormyrus kannume
Mormyrus kannume är en fiskart som beskrevs av Forsskål, 1775. Mormyrus kannume ingår i släktet Mormyrus och familjen Mormyridae. IUCN kategoriserar arten globalt som livskraftig. Inga underarter finns listade i Catalogue of Life.